# Künzell
Künzell è un comune tedesco di 17 062 abitanti,situato nel land dell'Assia.